# Spartak Primorje
BC Spartak Primorje (ros. БК Спартак-Приморье) – klub koszykarski z siedzibą we Władywostoku w Rosji.